# Ostravice (flod)
Ostravice (polsk: Ostrawica, tysk: Ostrawitza) er en flod i regionen Mähren-Schlesien Tjekkiet. Den har sit udspring i de moravisk-schlesiske beskider og løber derefter gennem Ostravice, Frýdlant nad Ostravicí, Frýdek-Místek og Paskov til Ostrava, hvor den løber sammen med Oder som dens højre biflod.
Floden starter som Ostravice efter sammenløbet af Bílá Ostravice (dvs. Hvide Ostravice, som betragtes som dens hovedkilde) og Černá Ostravice (dvs. Sorte Ostravice). De er begge vandløb, der løber gennem dybt skovklædte dale, som er vigtige adgangsveje til feriestederne Bílá og Bílý Kříž. Ostravice skaber derefter et ferskvandsreservoir bag Šance-dæmningen, til industriregionen omkring Ostrava (færdigbygget i 1970). Reservoiret har et areal på 335 km2 og en 65 m høj og 342 m lang stenfyldningsdæmning.
Ostravice løber derefter gennem det bølgende bakkeområde mellem Ostravice og Frýdek-Místek og til sidst gennem lavlandet i det højindustrielle Ostrava-bassin.
Det danner til dels grænsen mellem de historiske regioner Mähren (venstre bred) og Schlesien (mere præcist Cieszyn Silesia) (højre bred). Det blev først aftalt som sådan i 1261 ved en særlig traktat mellem Władysław Opolski, hertug af Opole og Racibórz og Ottokar 2. af Bøhmen. Senere blev det bekræftet den 2. august 1297 mellem Mieszko 1. hertug af Cieszyn og Dětřich, biskop af Olomouc. Det mistede betydning som statsgrænse i 1327, da hertugdømmet Teschen blev et len af Kongeriget Bøhmen.